# Magda Amo Rius
Magda Amo Rius (Barcellona, 23 luglio 1973) è una sciatrice alpina e atleta paralimpica spagnola.

## Carriera
È stata attiva sia nello sci alpino paralimpico (categoria B2) che nell'atletica leggera. Ha gareggiato alle Paralimpiadi invernali del 1992 (dove ha vinto un bronzo nello slalom gigante) e alle del 1994 (conquistando un argento nella gara di discesa libera). Ha partecipato alle gare di atletica leggera alle Paralimpiadi estive del 1996 nella disciplina del salto in lungo. Ritornata a sciare, la partecipato alle Paralimpiadi Invernali del 1998 dove ha vinto un oro nelle gare di slalom gigante, superG, slalom speciale e discesa libera.

## Palmarès

### Sci alpino
Giochi paralimpici
- 6 medaglie:
  - 4 ori (slalom speciale, slalom gigante, supergigante e discesa libera a Nagano 1998)
  - 1 argento (discesa libera a Lillehammer 1994)
  - 1 bronzo (slalom gigante a Tignes 1992)

### Atletica leggera
Giochi paralimpici
- 1 medaglia:
  - 1 oro (salto in lungo a Atlanta 1996)